# Hristo Cvetanov
Hristo Cvetanov (in bulgaro Христо Цветанов?; Červen Brjag, 29 marzo 1978) è un ex pallavolista bulgaro, di ruolo centrale.